# 하키
하키(hockey, 문화어: 호케이)는 하키스틱을 이용하여 적의 목표지점으로 공이나 퍽(puck)을 교묘하게 이끌어내는 스포츠의 일종이다. 하키는 야외 운동장, 얼음판 또는 체육관과 같은 마른 바닥에서 시작된 다양한 유형의 여름 및 겨울 팀 스포츠 계열을 나타내는 데 사용되는 용어이다. 이러한 스포츠는 특정 규칙, 선수 수, 의복, 경기장 표면이 다양하지만, 공이나 디스크를 목표로 추진하기 위해 막대기를 사용하는 두 상대 팀의 광범위한 특성을 공유한다.
하키에는 다양한 종류가 있다. 일부 게임에서는 바퀴 달린 스케이트나 블레이드 스케이트를 사용하는 반면 다른 게임에서는 그렇지 않다. 이러한 다양한 게임을 구별하는 데 도움이 되도록 하키라는 단어 앞에는 필드 하키, 아이스 하키, 롤러 하키, 링크 하키 또는 플로어 하키와 같은 다른 단어가 오는 경우가 많다.
각 스포츠에서는 두 팀이 하키 스틱을 사용하여 공이나 디스크(예: 퍽) 등의 플레이 대상을 상대의 골대 안으로 밀어넣어 서로 대결한다. 두 가지 주목할만한 예외에서는 직선 스틱과 중앙에 구멍이 있는 개방형 디스크(여전히 퍽이라고 함)를 대신 사용한다. 첫 번째 사례는 대공황 당시 캐나다의 샘 잭스(Sam Jacks)가 1936년에 규칙을 성문화한 플로어 하키 스타일이다. 두 번째 사례는 새로 떠오르는 스페셜 올림픽에 팀 스포츠로 포함하기에 적합한 것으로 간주되는 관련 게임을 만들기 위해 나중에 대략 1970년대에 수정된 변형과 관련이 있다. 체육관 링게트의 플로어 게임은 플로어 하키와 관련되어 있지만 1990년대에 디자인되었고 1963년 캐나다에서 발명된 캐나다 아이스 스케이팅 팀 스포츠 링게트를 모델로 했다는 사실로 인해 진정한 변형이 아니다. 링게트는 또한 1936년 플로어 하키의 오픈 디스크 스타일에 대한 규칙을 성문화한 캐나다인 샘 잭스에 의해 발명되었다.
하키 형태와 일반적인 특성을 공유하지만 일반적으로 하키라고 부르지 않는 특정 스포츠에는 라크로스, 헐링, 카모기 및 신티가 포함된다.

## 역사
구부러진 막대기와 공을 가지고 하는 게임은 여러 문화의 역사에서 찾아볼 수 있다. 이집트의 4000년 된 조각에는 막대기와 투사체를 사용하는 팀이 등장하며 아일랜드에서는 기원전 1272년 이전으로 거슬러 올라간다. 고대 그리스에서는 기원전 약 600년의 묘사가 있는데, 이 게임은 케레티제인(κερτιζειν)이라고 불렸을 수 있다. 뿔이나 뿔 모양의 막대(kéras, κέρας)를 사용하여 연주했기 때문이다. 내몽골의 다우르족은 현대 필드하키와 유사한 게임인 베이커우(beikou)를 약 1,000년 동안 플레이해 왔다.
중세 시대 하키와 유사한 게임에 대한 대부분의 증거는 스포츠 및 게임에 관한 법률에서 찾을 수 있다. 1527년 아일랜드에서 제정된 골웨이 법령은 "후키"("후키"와 유사하게 "하키"로 표기) 스틱을 사용하는 게임을 포함하여 특정 유형의 구기 게임을 금지했다.
...하키 스틱이나 지팡이로 리틸 볼의 홀링을 차지하거나 벽 없이 플레이하기 위해 핸드 볼을 사용해서는 안 된다. 그러나 그레이트 풋 볼만 사용하면 된다.
19세기에 이르러 역사적 경기의 다양한 형태와 구분이 분화되어 오늘날 정의되는 개별 스포츠로 통합되기 시작했다. 규칙과 규정의 성문화를 전담하는 조직이 형성되기 시작했고 국내 및 국제 경쟁을 관리하기 위해 국내 및 국제 기관이 생겨났다.

## 기타
- 에어 하키
- 볼 하키
- 박스 하키
- 플로어 하키
- 파워 하키
- 미니 하키
- 스케이터 하키
- 링크볼

## 같이 보기
- 에어 하키